# 童年期慢性疼痛

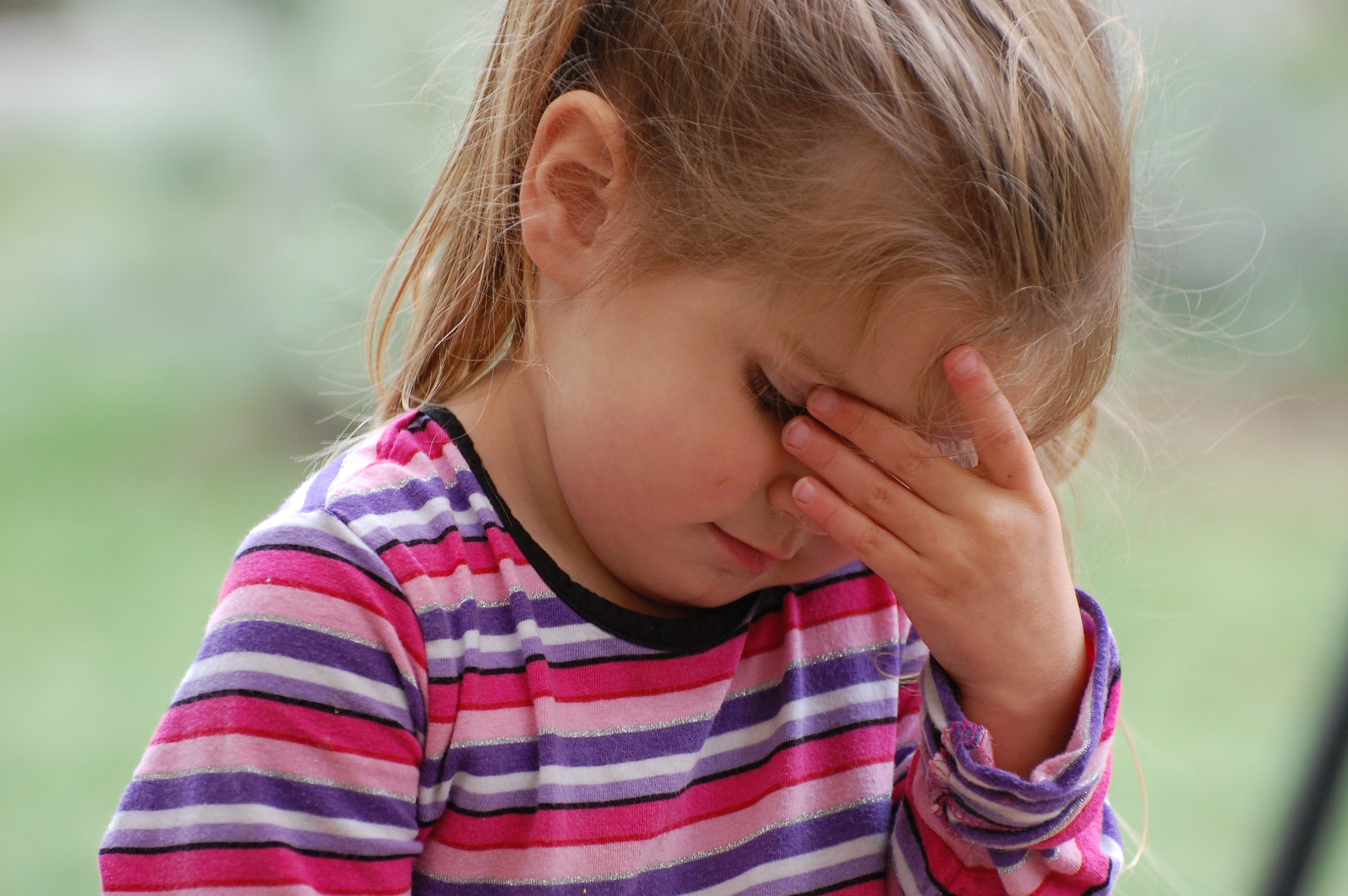
頭痛是童年期慢性疼痛中常見的症狀。

根據流行病學研究而得的保守估計，在18歲以下的人口中至少有5%會受到童年期慢性疼痛（英語：Childhood chronic pain）的影響 。而在過去20年裡，小兒科慢性疼痛的發病率也有所增加。雖然慢性疼痛的嚴重程度差異很大，它們通常會影響到兒童的心理健康、學業成績、和整體的生活品質。童年期慢性疼痛的結果受到許多因素的影響，包括人口學因素、遺傳因素、以及學校和家庭的支持程度。

## 疼痛分類與流行病學
慢性疼痛的定義是持續至少3-6個月的疼痛，或是在受傷或手術的情況下，經歷標準恢復時間之後仍然存在的疼痛。世界衛生組織（WHO）所制定的國際疾病分類第十一版列出7類用於診斷慢性疼痛的類別：
- 慢性原發性疼痛[5]
- 慢性癌痛
- 慢性術後和創傷後疼痛
- 慢性神經性疼痛
- 慢性頭痛和顏面疼痛（英语：Orofacial pain）
- 慢性內臟痛（英语：visceral pain）
- 慢性肌肉骨骼疼痛[4]

兒童慢性疼痛可由多種情況引起，例如：
| 情況                 | 症狀                                                              | 已知原因及風險因素                                                                     | 估計流行率  | 治療 |
| -------------------- | ----------------------------------------------------------------- | -------------------------------------------------------------------------------------- | ----------- | --- |
| 慢性腹痛             | 反復腹部疼痛，通常不知由何器官引起。                              | 通常原因未明                                                                           | 8.4%        | 藥物治療，認知行為療法 (CBT)                                                                                 |
| 慢性頭痛             | 反復頭痛（至少每個月有15天，每天有4個小時）                       | 性別（常見於女性）、精神疾患、肥胖症、攝取過多咖啡因或是治療頭痛藥、其他慢性疼痛病症。 | 1.5% - 3.4% | 抗憂鬱藥、β受體阻滯劑、抗驚厥藥、非類固醇抗發炎藥、肉毒桿菌毒素、認知行為療法                                |
| 複雜性局部疼痛症候群 | 嚴重灼痛/抽痛（通常發生在四肢）、腫脹、敏感、皮膚顏色及組織改變。 | 受傷或是嚴重傷害                                                                       | 未明        | 鎮痛藥、皮質類固醇、治療骨質流失藥物、人工合成神經阻滯劑、靜脈注射氯胺酮、物理治療、生物反饋、脊髓刺激療法。 |
| 青少年纖維肌痛       | 廣泛肌肉骨骼疼痛、頭痛、睡眠障礙、疲憊。                          | 遺傳、性別（常見於女性）、感染、創傷、風濕病症。                                       | 1.2% - 6.2% | 抗憂鬱藥、抗驚厥藥、鎮痛藥、認知行為療法。                                                                   |
| 青少年類風濕性關節炎 | 關節痛、腫脹、及僵直。                                            | 遺傳、性別（常見於女性）。                                                             | 0.4%        | 非類固醇抗發炎藥、抗腫瘤壞死因子藥、免疫抑制藥、皮質類固醇、物理治療。                                       |

## 管理
治療慢性疼痛的方式有多種，根據病情的類型和嚴重程度而有不同。常為兒童開立的鎮痛藥包括撲熱息痛、布洛芬和阿司匹林。研究人員還發現通常心理治療有助於減少兒童患者的功能障礙。 研究人員Christopher Eccleston及其同事所做的綜合分析發現，認知行為療法 (CBT) 可顯著降低兒童患者的疼痛程度。此外，生物反饋和放鬆療法可與認知行為療法結合使用。迄今為止的研究通常發現對緩解疼痛方面的效果相當好，但在改善心理健康的效果不大。

## 結果

### 教育
慢性疼痛通常會影響兒童上學和在學業上的表現能力。患有嚴重疾病的兒童特別因為疼痛問題，以及去醫生看診而缺課。罹患慢性疼痛的兒童的高缺勤率與他們適應能力不足，和社會心理健康狀況不良有關聯。對於患有嚴重慢性疼痛疾患的兒童，學區可能會提供各種服務，包括有住院、居家和特殊的教育服務。

#### 住院教育
一些醫院會僱用或簽約聘任導師來輔導住院治療兒童的功課。駐醫院教師通常需經過認證，可教授各種年齡層的學生和學科。與此同時，在研究人員Steinke等人的研究，大約3分之1的駐醫院教師報告說學生的年齡或科目超出他們被認證的領域。由於住院學生的人數減少和住院時間縮短，駐醫院教師的數目也在下降中。

#### 居家教育
在美國的許多學區，會為連續缺勤超過15天的學生提供居家教育。通常是包括每天在孩童家中進行45分鐘的教學。其他國家，包括澳大利亞和比利時，已經利用網路通訊技術把罹患慢性病的學生納入常規課程中，這些計劃通常取得正面的成果。許多批評居家教育的人認為這種教育方式不足以替代在課堂的學習。此外，有許多患有慢性疼痛的兒童是間歇性，而非長期的缺勤，因而沒有資格獲得居家教育的服務。即使有居家教育這種選項，對於處於低收入或其他弱勢家庭背景的學生來說，通常仍是件困難的事。這種遠距離上課程序通常家中需要有電腦、互聯網連接、安靜且光線充足的空間、以及父母的監督，這些額外的花費可能對於處於弱勢地位的家庭會造成經濟上的負擔。

#### 特殊教育服務
雖然患有慢性疼痛的兒童通常不會被安排在特殊教育教室內受教，但他們可能會接受與健康相關的安排 - 可能包括縮短上課的時間、免上體育課之類的課程、安排施用藥物和其他方式的治療，以及讓學校同學了解他們所患疾病的相關課程。這些措施需要教師、醫生和學校護士之間做充分的溝通協調。

### 對患病兒童家庭的影響
家中有兒童罹患慢性疼痛，通常整個家庭的生活品質會受到影響，平均而言，母親的健康相關生活品質受到的影響最大。患病兒童的父母把大量的體力、經濟和情感資源用於應付孩子的醫療保健需求。例如，學者Ho及其同事的研究發現，在過去3個月中，照顧者為慢性病兒童平均會花費約8,800美元和28.5小時的醫療看診時間，這些人的平均的缺勤天數達到4天。

### 心理健康
罹患童年期慢性疼痛的人，通常也患有焦慮症、抑鬱症、和創傷後壓力症候群(PTSD) 等心理健康狀況，這些疾患到成年期會有升高的發生率。 有多種理論來描述這類關聯。慢性疼痛會給受到影響的兒童及其家人帶來情緒上的壓力，這可能會讓他們罹患精神疾病的風險增高。慢性疼痛和PTSD也會“相互維持”，在認知、行為和情感模式上造成身體和精神症狀的惡性循環。在這種模式下，抑鬱症狀（例如活動減少和生理的喚起加劇）會把疼痛症狀加重，而不健康的應對策略（例如災難化的思維模式，參見疼痛災難化）會讓心理健康更加惡化。 
許多心理健康疾患也與心理疾患共享神經生物機制，例如激活HPA軸和增加壓力荷爾蒙的分泌。慢性疼痛、焦慮、抑鬱和PTSD也都與血清素和腦源性神經營養因子的功能失調有關聯。新的研究還把慢性疼痛和精神疾病，以及發炎之間做連結。

### 生活品質
在針對兒科疼痛診所患者所做的一項研究中，研究人員發現慢性疼痛對患者的生活品質有顯著的負面影響。抑鬱症也很普遍，並且與身心功能的障礙有關聯。此外，預測學生到學校上課的指標中，心理社會適應程度比疼痛嚴重程度會更準確，這顯示心理社會適應程度是用來檢查罹患慢性疼痛兒童治療結果的重要變數。慢性疼痛本身會因為與之相關的污名化而把心理的後果加劇。但許多人通常不會把慢性疼痛與兒童聯繫起來，因此這類影響或會被淡化，或是受到忽略。

## 影響結果的因素

### 人口學上的因素
慢性疼痛，尤其是慢性頭痛，在女孩、年齡較大的兒童、和社會經濟地位較低的兒童中較為常見。根據研究人員Anna Huguet和Jordi Miró的說法，小兒慢性疼痛最常見的部位是頭部和腹部。這兩個部位通常是女孩慢性疼痛的來源，而男孩較易出現下肢疼痛。女孩也比男孩更容易罹患多種來源的疼痛。女孩慢性疼痛的罹患率在12至14歲時會急劇增加，而導致有些研究人員認為它與青春期的初潮和其他激素的變化有關聯。
年齡本身在兒童慢性疼痛的經歷也有重大影響。小孩子通常無法用成年人能夠理解的語言來描述他們的疼痛，甚至年齡較大的孩子也可能缺乏適當的詞彙把病痛清晰向醫事人員表達。醫生，尤其是一般科醫師也可能缺乏診斷或治療兒科慢性疼痛的經驗，因此使患者及其家人會感到“被評判、不予置信，並被貼上難搞或是功能失調的標籤”。

### 遺傳和家庭因素
慢性疼痛會在家族中遺傳，患有慢性疼痛的成年人，其後代罹患小兒慢性疼痛的風險會急劇增加。這通常歸因於某些疾病的遺傳素因，但也可能與個人的應激反應差異有關。加州大學洛杉磯分校的研究人員發現有5-HTTLPR s-等位基因的成年人，皮質醇的水準會較高，這種等位基因既會導致慢性疼痛疾病的發展，也會導致育兒的積極性降低。
對於慢性疼痛患者，家庭支持對於疼痛管理和康復成功而言，是重要的促進因素。雖然健康的家庭互動對兒科疼痛患者會產生正面的影響，但過度保護和不健康的關係需求會促進抑鬱症狀的生成。

### 學校支持
學校支持也是影響兒科慢性疼痛結果的重要因素。當孩子們得到教師和學校輔導員的適當支持時，他們較有可能達成治療目的和獲取心理健康。這種過程通常可由兒科執業護士 (PNP) 促成（PNP的工作是協調孩子的教育和他們的治療）。

#### 同儕教育
對許多患有慢性疼痛兒童的學校支持之中，同儕教育是個很重要的部分。這些兒童經常會遭受同儕的欺凌和排斥，尤其是當患者有明顯的殘疾標識（例如乘坐輪椅）或是無法參加學校活動（例如體育課或課間遊戲）時。對於不同孩童的年齡和健康狀況而有不同的教育，但通常包括充分的內容、角色扮演和問答時段。對這些項目的效果評估，通常會顯示同儕對於疾病的知識有所增加，但是否能讓他們改變態度和行為，則仍存有不確定性。

#### 教師教育
大多數教師對班上有罹患慢性疾病的孩童時，會有某種程度的焦慮。在研究人員Clay及其同事的一項研究中，只有40%的教師曾接受過有關教導罹患慢性病兒童的正規訓練，因此許多人會擔心是否有適當設施，以及足夠處理醫療緊急情況的能力。給予教師的教育計劃在增加學校人員對慢性疼痛的知識，和教導此類兒童的信心方面可產生適度的積極功能。